# M/S Svalbard
M/S Svalbard är ett tidigare forsknings- och kryssningsfartyg byggt i Bremerhaven 1936 som har sin kajplats i Norra Hammarbyhamnen på Södermalm i centrala Stockholm. Hennes ursprungliga namn var Makrele och fartyget fick sitt nuvarande namn i samband med att hon byggdes om till kryssningsfartyg 1979.
.

## Historia
Makrele byggdes som marinbiologiskt forskningsfartyg 1936 i Bremerhaven på beställning av Biologische Anstalt auf Helgoland. Som första fartyg utrustades hon med två stycken Voith-Schneider propellrar. Fartyget togs över av den norska staten 1950 och gick fram till 1979 som skolskepp under namnet Sjøveien på navigationsskolan i Tønsberg.
I 1994 ble det byttet hovedmotor, og "Svalbard" ble satt inn i prøvedrift for passasjerer mellom Andenes og Gryllefjord i Norge. Dette var som markedstest ifm arbeidet for etablering av bilferge på samme strekning.
Fartyget byggdes om 1979 för att kunna ta emot 30 passagerare i tolv hytter och inledde charterkryssningar till Svalbard. I samband med det fick hon sitt nuvarande namn. Sedan 2000 ligger hon i Stockholm.

## Bild

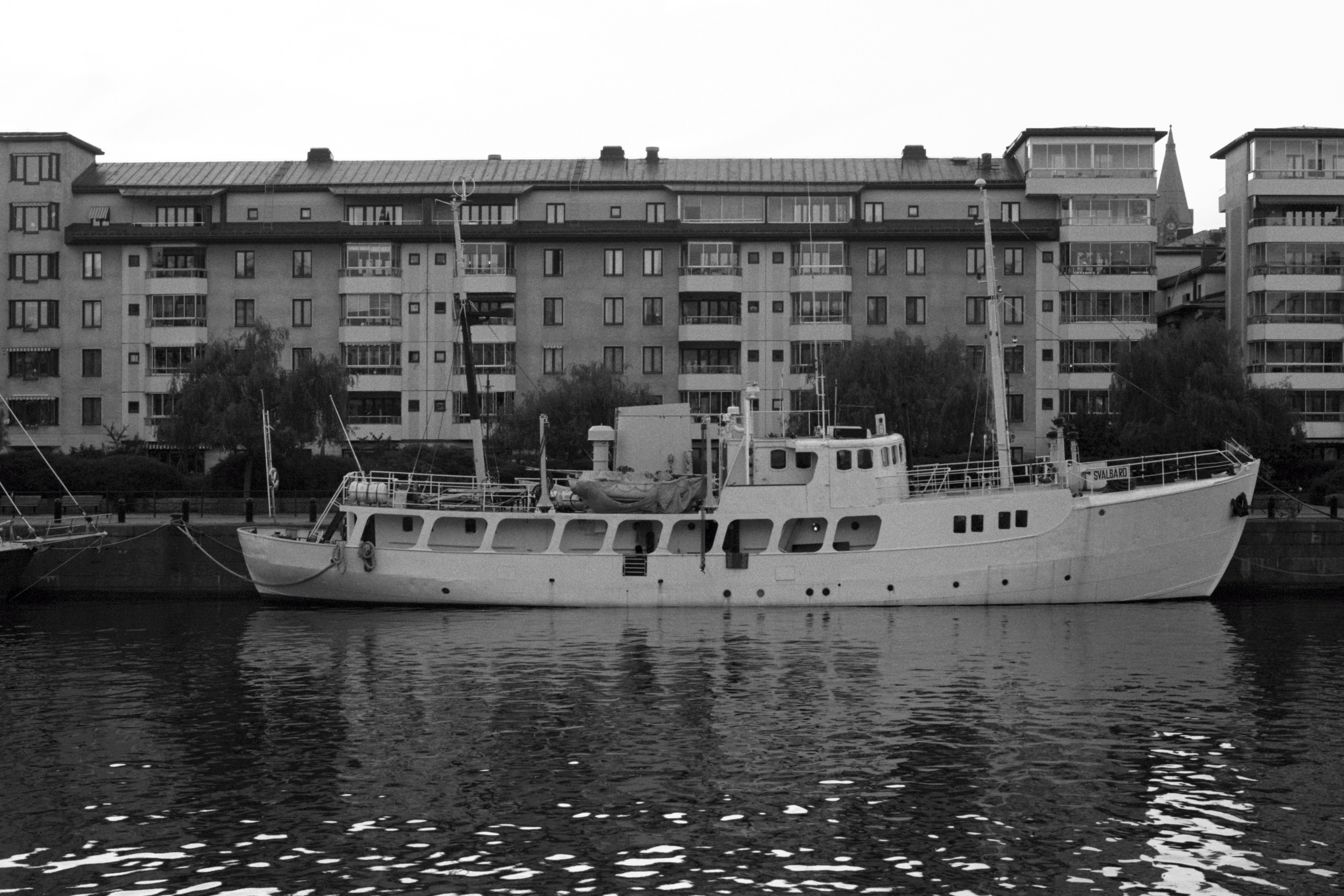
Svalbard, maj 2011.
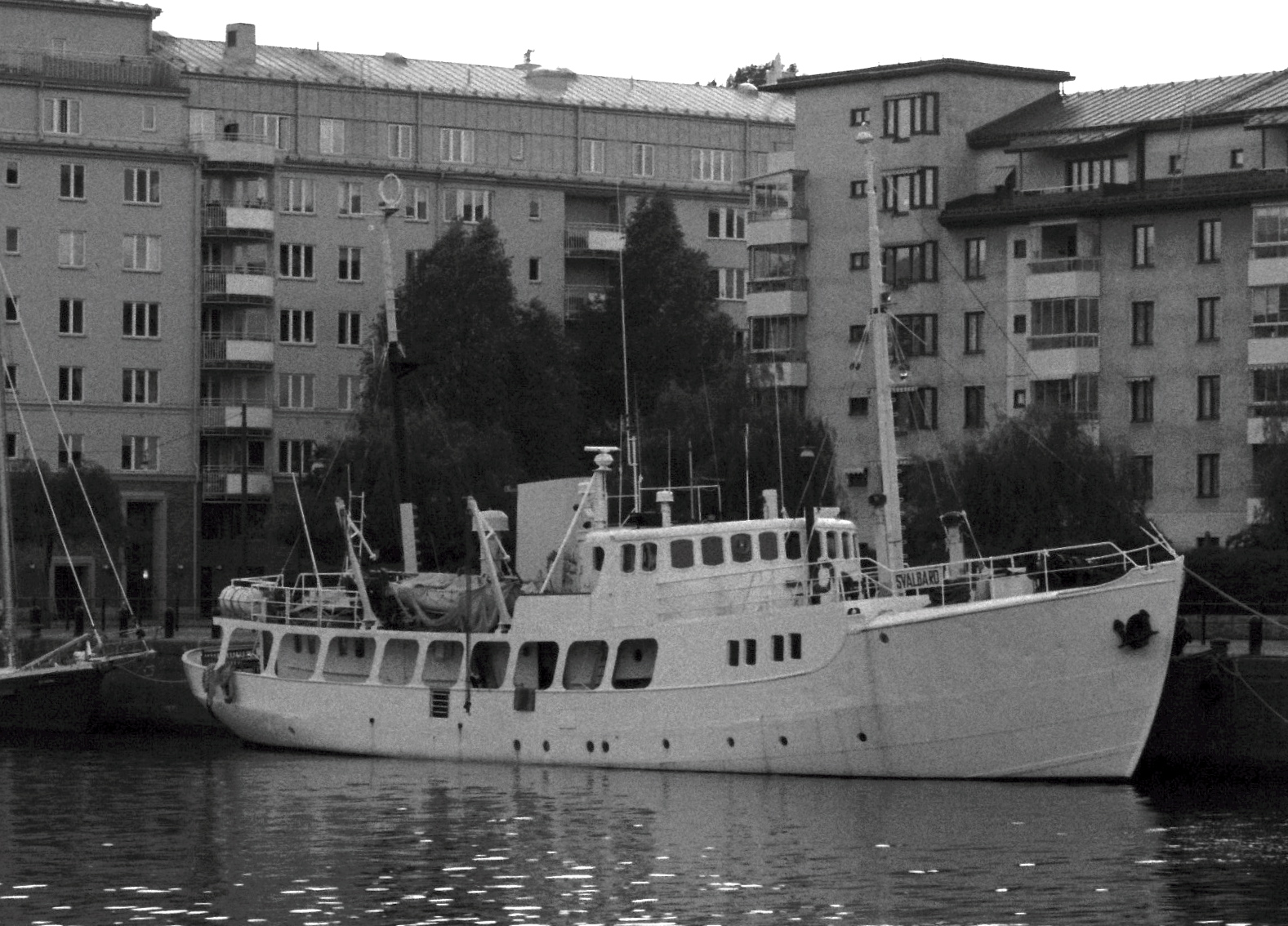
Svalbard, maj 2011.